# Kartenverständnis und Kartennutzung
Die Einstellung zur Karte und zur Kartennutzung im späteren Leben wird entscheidend während der Schulzeit geprägt. Jeder Bürger wird in mehreren Schuljahren mit kartografischen Medien konfrontiert und dementsprechend mit der Wesensart und der Nutzung dieser Abbildungsformen der Realität bekannt gemacht. Dieses Wissen und Können (Kartenkompetenz) wird die Schüler befähigen, außerhalb der Schule und im späteren Berufsleben mit kartografischen Darstellungen umzugehen, sie zur Orientierung und zur Wissensaneignung zu nutzen. Denn Landkarten und ähnliche Printmedien sind die konzentrierteste Aufzeichnung geografischen bzw. räumlichen Wissens.

## Schulische Arbeit mit Landkarten
Die Kartenarbeit in der Schule umfasst zwei Tätigkeitsbereiche:
1. Kartenverständnisentwicklung
2. Kartennutzung.

Erst Kartenverständnis ermöglicht Kartennutzung; häufige Kartennutzung vertieft und erweitert das Kartenverständnis. Die Karte ist Erkenntnisgegenstand und Erkenntnismittel des Unterrichts.
Die Spezifik der kartografischen Abbildungsform der Wirklichkeit – die Darstellung der Realität durch festgelegte Zeichen (Signaturen, Symbole) – bietet dem Betrachter keine visuell-anschauliche Abbildung der realen Erscheinungen (wie z. B. fotografische Landschaftsaufnahmen), sondern unter bestimmten Voraussetzungen nur die Möglichkeit, sich die Wirklichkeit mit Hilfe eines speziellen Zeichenschlüssels, des „Kartenalphabets“ (Zeichenerklärung, Legende), vorzustellen. Ihr Gebrauch zum Kenntniserwerb über Territorien erfordert eine spezielle Vorbereitung im Unterricht. Die Arbeit an der Karte führt zur Arbeit mit der Karte. Der Nutzung der Karte als räumliches Orientierungsmittel und als vielseitige Informationsquelle muss die Aneignung von Sachkenntnissen über das Wesen, die Funktion und die Grundstruktur einer kartografischen Abbildung vorausgehen.

## Raumvorstellung von Schülern
Die Entwicklung von Raumvorstellungen bei den Schülern ist auf zwei Begriffsebenen bezogen:
- dreidimensionale Vorstellung des Raumes (vgl. Anaglyphenkarte)
- proportionale flächenhafte Raumgrößenvorstellung.

Letztere wird beispielsweise in Maßstabsserien von Luftbildern, Plänen und Karten durch jeweilige Ausschnittkennzeichnung und auf Regionalkarten und Übersichtskarten durch gleichmaßstäbige „Vergleichskärtchen“ von Heimaträumen (Bundesland, Bundesrepublik Deutschland) gefördert. Korrigiert werden die räumlichen Vorstellungen der Schüler von den Größenproportionen und den Lagepositionen der Kontinente durch Verwendung des Erdglobus, denn nur er als verkleinerte Nachbildung des kugelförmigen Erdkörpers kann kombiniert Längen-, Flächen- und Winkeltreue seiner Oberflächenteile (Land- und Meerverteilung) ausdrücken.
Außer der allgemein-geografischen Grundkarte gibt es eine Vielzahl von thematischen Kartentypen, wozu auch die Geschichtskarten zählen, die nur ein Thema oder nur wenige ausgewählte Strukturen bzw. Prozesse im Vordergrund ihrer Darstellung aufweisen. Jeder Kartentyp besitzt seinen eigenen Zeichenschlüssel, worauf die Schüler durch gezielte Beanspruchung der Legende (Übungen!) hinzuweisen und vertrautzumachen sind. Stets müssen sich die Schüler den Titel und die Grundanlage der Legende genau anschauen. Die einzelnen Symbole bzw. Signaturen müssen nicht gelernt werden, aber das Darstellungsprinzip der einzelnen Kartentypen sollte eingeprägt werden.
Im Allgemeinen ist jede vollständige Kartennutzung durch folgende Schritte gekennzeichnet:
1. Orientierung am Kartenblatt (Thema, Gebiet, Legendenstruktur)
2. Kartenlesen (Objektlage, Ausprägung eines Standortes oder einer Region)
3. Kartenauswerten (Zusammenhänge, Kartenvergleiche, Zweck, Ursachen)
4. Ergebnisformulierung (verbal, grafisch, räumlich-gegenständlich).

Den Hauptanteil in der Entwicklung des Kartenverständnisses und in der Handhabung von kartografischen Darstellungsformen (Plänen, Karten, Globen etc.) sowie in der Einführung kartografischer Arbeitsweisen (Kartenorientierung, Kartenzeichnen, Umrisskartenarbeit) bewältigen der Sachkundeunterricht und der Geografieunterricht; für andere Fächer – z. B. Geschichte, Sozialkunde und Gemeinschaftskunde – gelten jedoch ähnliche bzw. analoge Formen der Kartenarbeit. Eine Abstimmung zwischen den jeweiligen Fachlehrern ist empfehlenswert.